# Уестпорт (Ирландия)
 Тази статия е за града в Ирландия.  За града в САЩ вижте Уестпорт (Вашингтон).  
Уѐстпорт (на английски: Westport; на ирландски: Cathair na Mart) е град в северозападната част на Ирландия, графство Мейо на провинция Конахт. Разположен е по източния бряг на залива Клу. Първите сведения за града датират от 1780 г. Има крайна жп гара по линията Уестпорт-Клеърморис. Известен е със своя музикален фестивал. Футболният отбор на града се казва ФК Уестпорт Юнайтед. Населението му е 5163 жители от преброяването през 2006 г. 